# 彼得二世·彼得罗维奇-涅戈什
彼得二世·彼得罗维奇-涅戈什（塞尔维亚语西里尔字母：Петар II Петровић-Његош, 發音：[pětar drûɡi pětroʋitɕ ɲêɡoʃ];1813年11月13日—1851年10月31日），通常称为涅戈什（Његош），是黑山的采邑主教、诗人和哲学家，被认为是黑山和塞尔维亚文学史上最重要的人物之一。
涅戈什出生在黑山当时的首都采蒂涅附近的涅古什村庄，相继在几所塞尔维亚人的修道院里接受教育，并在叔父彼得一世去世后成为国家的精神和政治领袖。在消除了威胁他统治的反对派后，他致力于统一黑山各部落并建立中央集权的国家。他引进固定税制，建设私人卫队并实施一系列新的法律。他的税收政策非常不受国内各部落的欢迎并引起他在任时期的几次叛乱。涅戈什在位时期的另一大标志是与奥斯曼帝国连绵不断的政治和军事斗争，他试图扩张黑山的领土并获取樸特的无条件承认。
他积极支持塞尔维亚人的统一和解放，愿意放弃自己的君主权力以换取塞尔维亚人的统一和被认可为所有塞尔维亚人的精神领袖（相当于今天塞尔维亚正教会的牧首）。尽管两国的统一并没有在其生前实现，但是涅戈什为南斯拉夫主义的出现奠定了基础并为黑山引入了现代政治的理念。
作为一名诗人和哲学家，涅戈什以其史诗《山地花环》（ Горски вијенац ）知名，这部作品被认为是塞尔维亚和其他南斯拉夫文学的瑰宝，是塞尔维亚人、黑山人和南斯拉夫人的民族史诗。涅戈什至今仍影响着塞尔维亚、黑山以及邻近的国家。

## 早期生活

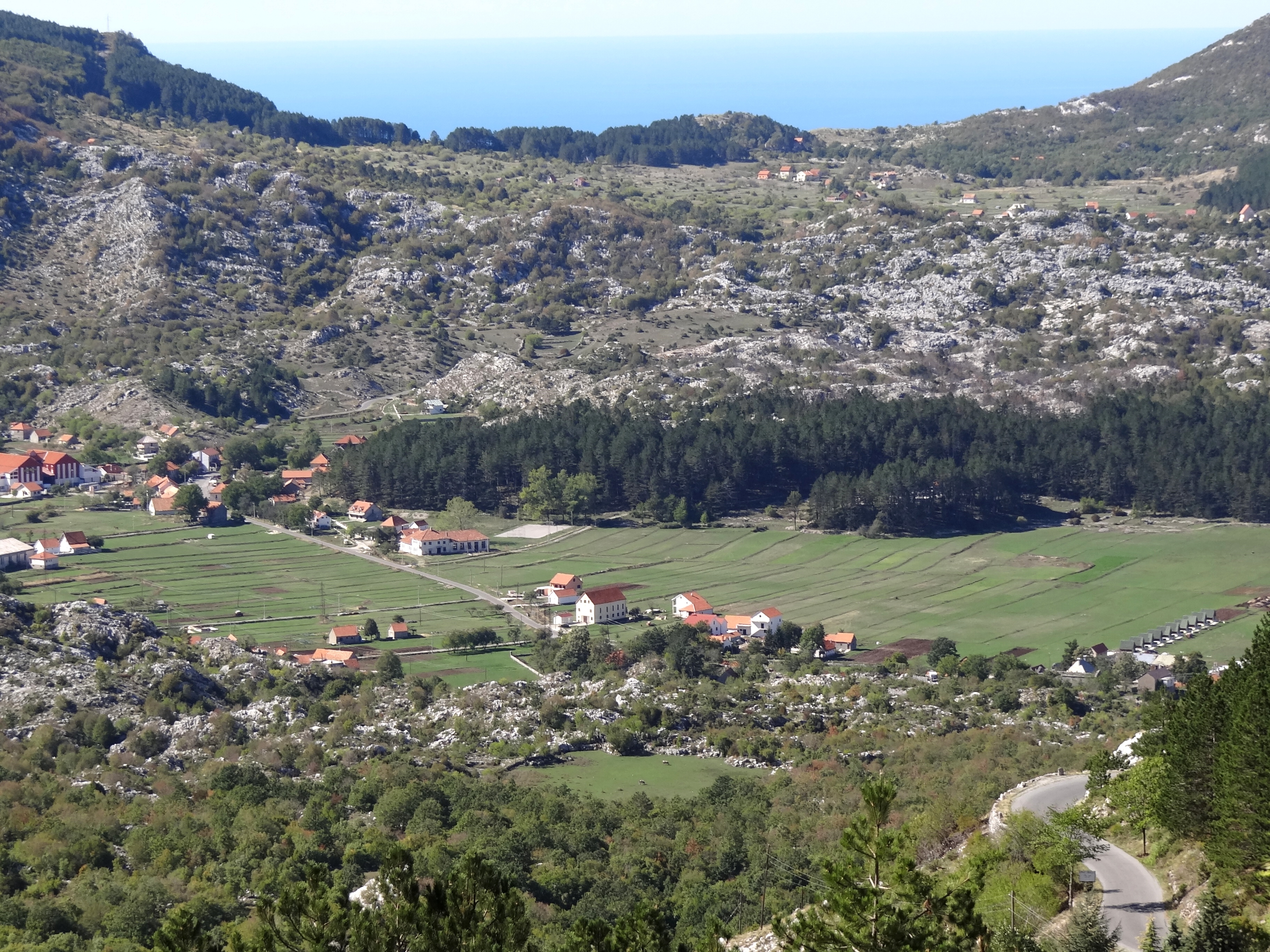
涅古什村庄，位于采蒂涅附近。

彼得二世·彼得罗维奇-涅戈什出生时的名字叫做拉迪沃耶·彼得罗维奇，生于采蒂涅附近的山村涅古什。他的父亲托米斯拉夫·彼得罗维奇于1762年左右出生，是卡图尼城镇涅古什部落的彼得罗维奇家族成员。他的母亲伊凡娜则是涅古什部落首领的女儿。关于她确切的出生日期已经不可考，但一般认为她比丈夫年轻十岁左右。托米斯拉夫和伊凡娜有五个孩子，拉迪沃耶是次子。
涅古什是一个偏僻的村落，位于亚得里亚海滨、黑山西部。同名的涅古什部落是黑山历史最悠久的部落之一，它的历史可以追溯到14世纪，可能产生于伊利里亚人和10世纪迁徙来的南斯拉夫人的不断通婚。涅古什由彼得罗维奇家族的人控制，他们拥有村庄里唯一两层石质建筑。
自1696年起，涅古什部落的彼得罗维奇家族成员世袭塞尔维亚正教会的采蒂涅采邑主教。由于东正教要求神职人员保持独身，因此主教之位在叔侄之间传承。在任的采邑主教有权提名自己的继任者，但需要经过黑山部落首领们的批准。
涅戈什早年在涅古什为父亲放羊，弹奏古斯莱，参加家庭和教会的仪式活动，听闻民族战争故事和历史苦难。他的教育相当基础：12岁的时候他在采蒂涅修道院由僧侣们教会了读写，然后到萨维纳修道院花了一年的时间学习意大利语，接下来到托普拉修道院花了一年半的时间学习俄语和法语。
1827年10月，年轻的涅戈什开始接受诗人和剧作家米卢提诺维奇的教导。米卢提诺维奇是涅戈什叔父彼得一世的秘书，他向涅戈什介绍诗歌并激发他记录下塞尔维亚民间传说。作为一个非常规的老师，他还教授涅戈什体育、射击和击剑。

## 统治

### 历史背景

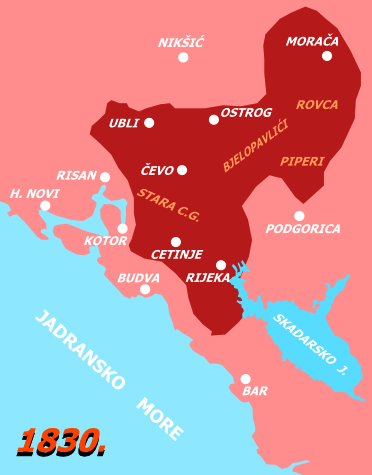
1830年的黑山。

按同时代的标准而言，19世纪的黑山社会十分原始。外乡人被投以怀疑的目光，商人被广泛视作“财富攫取者”和“娘娘腔”。黑山人之间的战争和黑山人与邻近穆斯林部落之间的战争频频发生，盗窃、抢劫、猎首习以为常。男性将精力用在持续不断的血亲复仇上，却无法抵抗土耳其人的进攻；体力劳务一般由女性承担；娱乐活动主要用来展示力量的强大，夜晚则在描述英雄事迹的歌声中度过。
在19世纪前，黑山西部只是一群相互争吵的部落，采蒂涅的主教名义上管理这片土地。黑山的领土主要由四个城镇组成，其中最重要的城镇卡图尼城镇有九个部落。这些区域在1718年随着帕萨罗维茨条约的签署取得了事实上的独立，但自治的因素从15世纪土耳其人刚开始统治就显露出来。几十年来，奥斯曼帝国当局将这些黑山西部的人和黑塞哥维那东部的人视作未臣服的“弗罗林人”（土耳其语：filuricis ），他们只需要定期缴纳固定金额的弗罗林（土耳其语：filuri）即可。这种税赋不随着财富增长和家庭成员增多而增加，这些区域的塞尔维亚人还完全不用缴纳奥斯曼帝国普通臣民要缴纳的人头税和基督徒要缴纳给樸特的特别税收。这片区域贫瘠但因为位于威尼斯共和国的边境而具有重要战略意义，因此被赋予这些特权以平息他们的不满情绪。
但到了16世纪，效果适得其反，塞尔维亚人彻底逃避奥斯曼帝国税官，当奥斯曼帝国试图让他们缴纳基督徒通常需要支付的税收时，塞尔维亚人发动叛乱并建立了自治区域。奥斯曼当局的缺位进一步助长了部落体制。
数以千计留在奥斯曼帝国的塞尔维亚人则选择改宗伊斯兰以避免新加征的税收。改宗者获得了和普通的穆斯林一样的权利，非穆斯林则被视为二等臣民。基督徒嘲笑所有改宗者，认为他们是“背叛了祖先信仰的人”。宗教谋杀变得稀松平常因为基督徒和穆斯林都认为对方宗教的信徒是叛徒，死不足惜。
尽管黑山的战士们将国家能够保持独立地位归因于自己的军事力量，但是有人认为土耳其人是考虑到为了征服这片被部落首领控制的贫瘠土地耗费人力物力得不偿失。对于奥斯曼帝国而言，黑山人是一群只想着抢劫邻近富裕地区穆斯林的“反叛的异教徒”。
在18世纪，数以千计的黑山人离开家乡、移居到塞尔维亚，希望找到更加肥沃的土地种植谷物。1782年彼得一世执政后中央权力逐步集中。 1796年，彼得发动了一场对奥斯曼帝国斯库台省的战争，加强了黑山的自治地位并获取了大片领土。两年之后，部落首领们在采蒂涅举行会议并同意编纂法典，形成中央法庭，它同时拥有行政和司法职能。
尽管有这些成就，彼得没能统一分散的黑山部落，部落首领们向采蒂涅纳税的意愿并不比向奥斯曼帝国纳税的意愿强，而没有税收，建立稳定的政府或组织军队就无从谈起。试图制止他们袭击、抢劫和相互争吵的努力也徒劳无功。
到1830年，黑山能识字的人只有十几个，西方世界却视之为基督教抵抗土耳其人的堡垒。黑山的经济依旧落后，它的地位没有得到普遍承认，土耳其人仍旧主张它是自己帝国的一部分。

### 即位

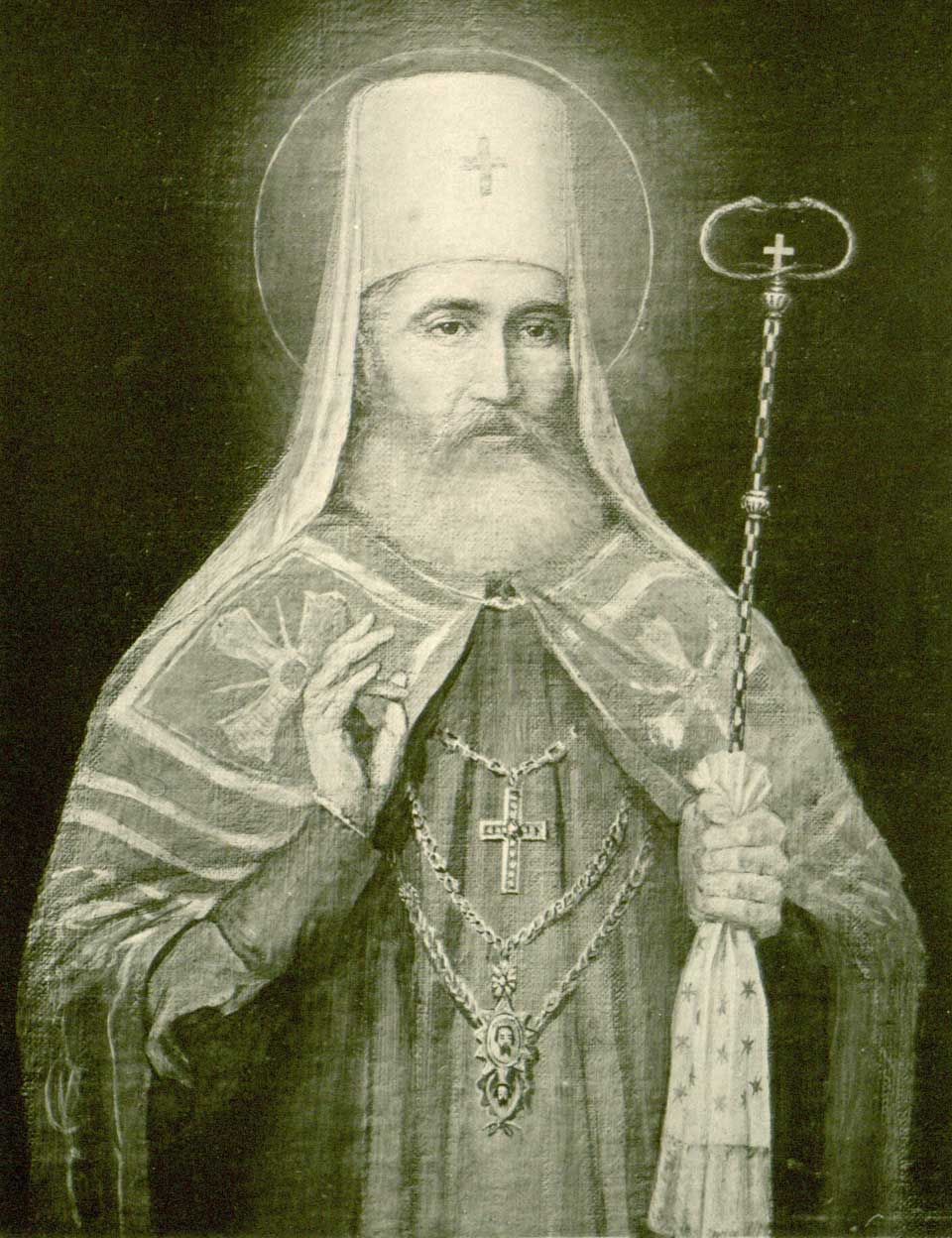
涅戈什继承了他的叔父彼得一世。

彼得一世的晚年以他逐渐恶化的健康状况和无法找到合格的继承者——能识字的彼得罗维奇家族成员——为标志。彼得的第一个人选是米塔尔·彼得罗维奇，他是彼得兄长斯捷潘的儿子。没过几年，米塔尔去世，彼得不得不寻找下一个继承者。
他注意到另一个侄子乔治。由于乔治是文盲，他被送到圣彼得堡接受教育。一到那里，乔治就意识到自己更喜欢俄罗斯的生活而非回到黑山。1828年他寄给叔叔一封信告诉自己将要应征入伍俄罗斯帝国陆军并放弃继承权。1829年，彼得通知驻杜布罗夫尼克的塞尔维亚裔俄罗斯副领事加季奇——他负责代表俄罗斯处理黑山事务——自己允许乔治加入俄罗斯军队。
直到这时，彼得才开始考虑让年轻的涅戈什继承自己权力的可能性，并进一步提升他的教育。这位十七岁的青年被再次送到采蒂涅修道院，彼得向他介绍国家事务，让他以自己的名义撰写官方文件和发布命令。
1830年10月30日，彼得一世去世，没有公开指明继任者。在他死前，他向涅戈什的老师米卢提诺维奇口述了遗嘱，表示涅戈什将继承自己的宗教和世俗权力。遗嘱同时诅咒所有试图破坏和俄罗斯的传统纽带以换取改善和奥地利关系的人。一些对彼得罗维奇家族怀有敌意的人宣称米卢提诺维奇伪造了文件以让涅戈什成为采邑主教。但大多数学者认为遗嘱是真实的。
彼得死后次日，所有黑山的部落首领在采蒂涅举行会议确认下一任采邑主教。根据一份描述，有几位首领不希望涅戈什继承职位，他们认为他太年轻没有经验，也不喜欢他急于加冕的样子。 米卢提诺维奇等人则支持涅戈什并催促会议快点宣布他是下一任采邑主教。黑山总督武科拉伊·拉东吉奇表示认可，但也有描述称拉东吉奇强烈反对，声称乔治才是彼得一世真正的继承者。
最终涅戈什还是被宣布为采邑主教。尽管没有经过成为僧侣的正式训练，他为自己祝圣。涅戈什选取了“彼得”的名号以纪念自己的前任，因此被称为彼得二世·彼得罗维奇-涅戈什。在他祝圣后，他开始使用他的僧侣名字签发文件，因此目前所有涅戈什的信件都署名“彼得·彼得罗维奇”。尽管如此，黑山民众提及他时仍旧用本名“拉迪沃耶”并亲切地称呼他为“拉德主教”。在多数学术文献中，他则被简称“涅戈什”。

### 消除异己（1830年 – 1832年）

#### 阴谋密语

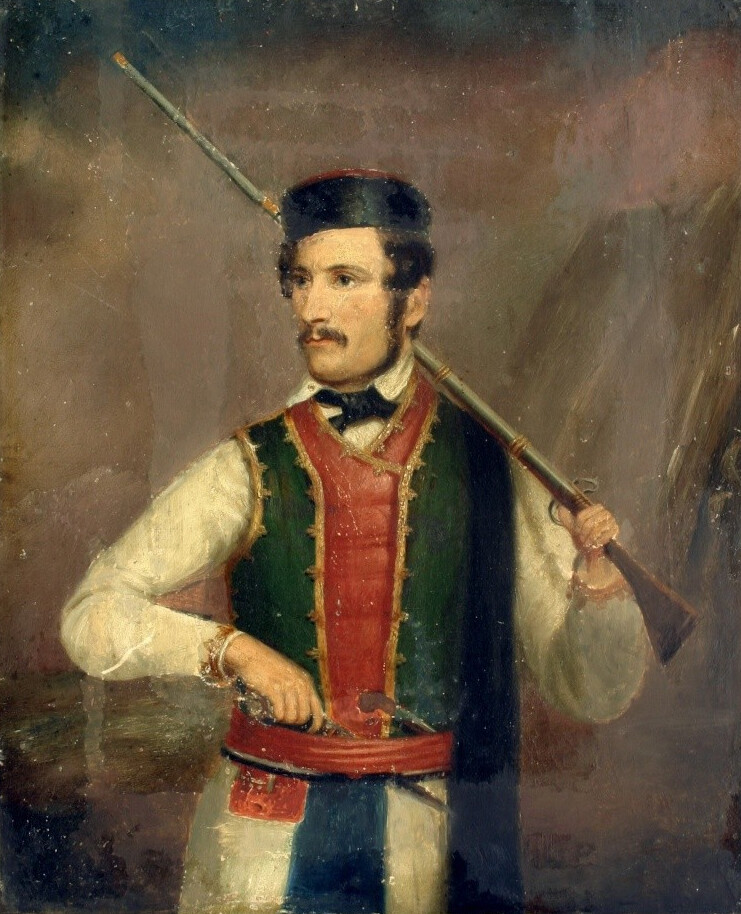
武科拉伊·拉东吉奇，拉东吉奇家族的首领，是涅戈什早期主要的反对者。

拉东吉奇家族一直反对黑山和俄罗斯的密切关系，主张和奥地利建立更加亲密的关系。这种亲奥地利的取向起源于1797年威尼斯共和国的灭亡，当时奥地利吞并了所有威尼斯的土地财产并直接与黑山接壤。拉东吉奇从此成为亲奥地利派的代表人物并经常在边境的科托尔湾和奥地利代理人接触。武科拉伊·拉东吉奇与涅戈什的冲突既有私人原因也有政治因素。两个家族长期争权，且彼得罗维奇家族坚持亲俄罗斯，因为采邑主教和俄罗斯至圣主教公会有着宗教上的联络。
拉东吉奇家族像彼得罗维奇家族一样世袭“总督”的职位。总督职位的创立追溯至1715年，当时威尼斯参议院创造了相当于公爵的职位平衡黑山采邑主教的权利，威尼斯人给予“总督”的头衔。尽管总督具体的管辖权限从不明晰，但是拉东吉奇家族和支持者宣称总督的地位与采邑主教平等，而彼得罗维奇家族及其支持者则认为采邑主教才应该有最后决策权。如今年轻的彼得罗维奇初登权位，拉东吉奇试图获取对世俗事务的全面控制。
1830年11月，拉东吉奇给副领事加季奇写信，抱怨采蒂涅没有能力团结部落，村镇陷入混乱。他决定和奥地利人一起废黜涅戈什，让涅戈什的堂兄乔治取而代之。根据达尔马提亚王国地方长官的命令，1830年11月27日，杜布罗夫尼克堡的指挥官和拉东吉奇在科托尔湾会面。拉东吉奇离开黑山的时候既没有知会涅戈什也没有告诉其他部落首领，引起了大家怀疑。
他和奥地利指挥官会面的秘密并没有保持多久。11月28日，一队刚好经过科托尔湾的黑山人注意到拉东吉奇和一些奥地利人在一起。他们冲向正在举行会议的房子，与拉东吉奇相互叱骂，然后迅速赶回策提涅报告了所见所闻。涅戈什十分愤怒。在给副领事加季奇的一封信件中，他写道：“拉东吉奇独自去往科托尔腹地……会见奥地利帝国的将军和其他人，打量着背弃黑山将它置于奥地利人的保护下，以为上一位采邑主教去世后黑山就再也没有人心系伟大的俄罗斯。” 

#### 消灭拉东吉奇家族

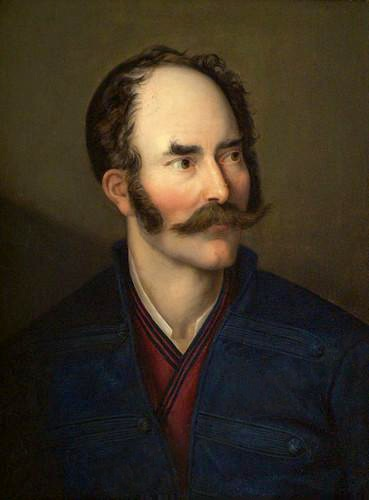
涅戈什在1831年驱逐了老师米卢提诺维奇，但两人随后和解。

一听说拉东吉奇在科托尔的交易，部落首领们马上举行紧急会议决定该如何处置他。11月29日拉东吉奇回到黑山时面临质询。他被剥夺了一切权力和头衔。中午的时候，会议认定他犯有叛国罪，将和弟弟一起被行刑队处决。拉东吉奇显然没能劝服各部落首领；有历史学家认为大部分首领之所以支持彼得罗维奇只是因为他们觉得这样一个宗教领袖对他们权力的威胁更小。首领们然后向加季奇报告了此事，解释说拉东吉奇兄弟将被枪毙，因为“他们胆敢和奥地利帝国分子做秘密交易，将黑山的独立出卖给奥地利。”其他的拉东吉奇家族成员被驱逐。几周之后，涅戈什展示了自己的仁慈，先将拉东吉奇减为终身监禁，然后减为驱逐出境。拉东吉奇的弟弟没有这么幸运，他中埋伏被杀。其他拉东吉奇的家族成员要么在劫掠中被杀，要么在村庄被焚毁后流亡他乡。
1831年，米卢提诺维奇在与年轻的采邑主教发生争吵后也被驱逐出境，此前涅戈什经常在他人面前直接斥责批评米卢提诺维奇。不久之后米卢提诺维奇被允许返回黑山。这次插曲可能源于米卢提诺维奇试图影响涅戈什的决策。
拉东吉奇被驱逐到海滨之后，继续和科托尔的奥地利人通信。他的一些信件被发现后涅戈什的士兵逮捕了拉东吉奇，将他带回策提涅，1832年1月16日他再次接受审判并以叛国罪的罪名被直接驱逐出境。拉东吉奇在当年5月30日去世。

### 建立参议院

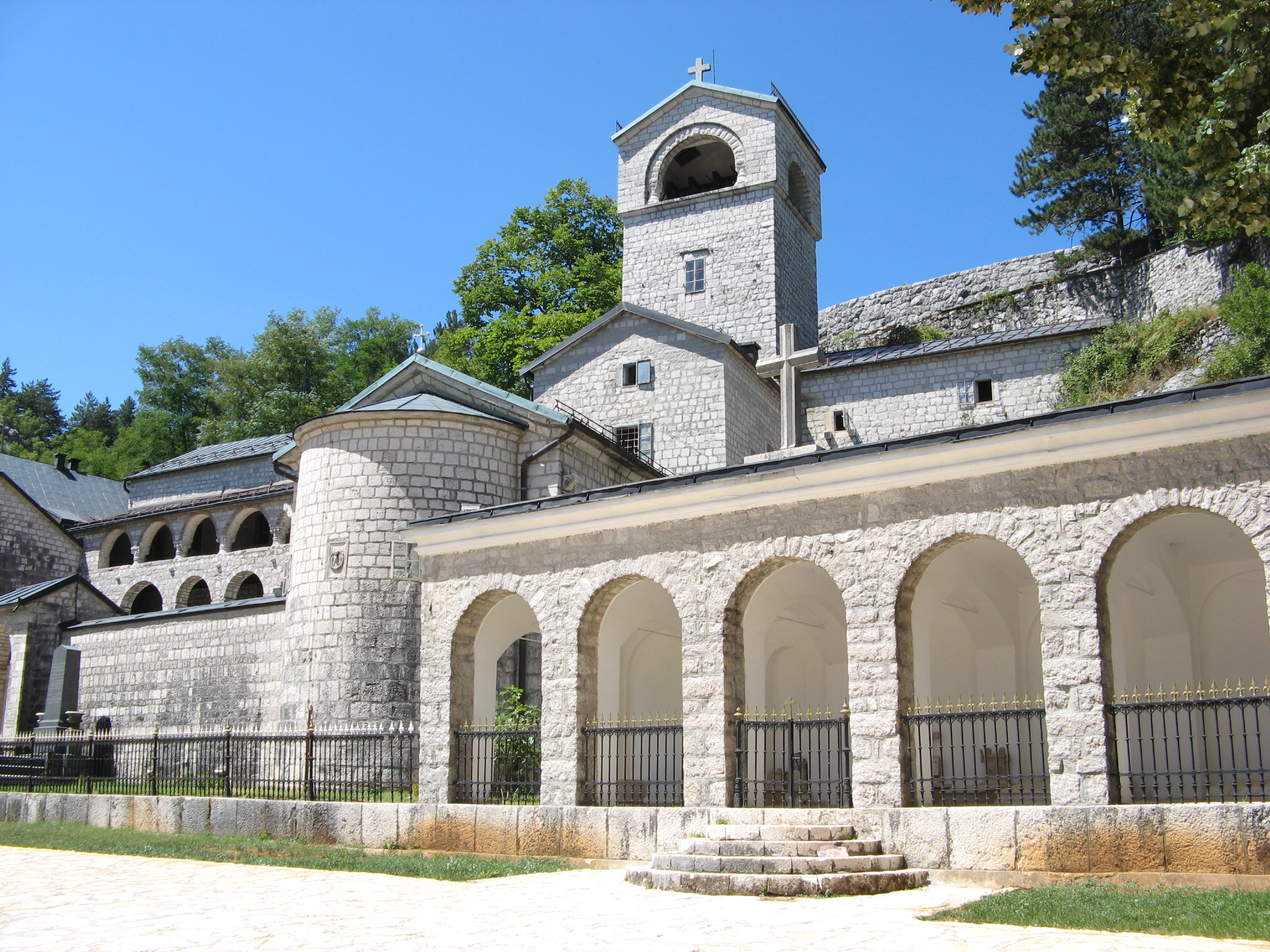
采蒂涅修道院

涅戈什初期的统治主要恢复黑山和俄罗斯传统的盟友关系。黑山需要强大的盟友为他们新生的国家提供政治和经济支持，而俄罗斯则需要利用黑山的战略地位和奥地利争霸。塞尔维亚正教会在采蒂涅的修道院和采邑主教的地位得以留存主要依靠俄罗斯人的支持，但彼得一世晚年俄罗斯-黑山关系逐渐转冷。
拉东吉奇被放逐之后，涅戈什于1832年废除了总督的职位。这一举动并没有给他带来新的权力，俄罗斯反而要求建立参议院（Praviteljstvujuščiji senat），主要用于限制采邑主教的权力。参议院的成员是由俄罗斯人挑选的亲俄派。参议院由伊凡·武科提奇建立，取代了彼得一世建立的中央法庭。武科提奇是黑山出生的俄罗斯外交官员，出身贵族，十分富有，有在俄罗斯从军的经验，于1831年被俄罗斯政府派到黑山。武科提奇受命建立一个能够做到有效控制黑山众多部落的强大的中央政府。
除了处理俄罗斯的政治影响，涅戈什还面临其他对权力的限制。他没有军队、民兵或者警察在他名义上控制的土地贯彻执行法律，需要依靠自己部落的战士保护自己。黑山边境的部落经常拒绝服从他或者和他的敌人结盟。部落对奥斯曼帝国控制的黑塞哥维那地区的劫掠经常发生，尽管通常会招致土耳其人的报复，但是涅戈什也无力阻止。
参议院的建立给黑山政治带来了一定的秩序。武科提奇担任参议院的主席并任命自己的侄子担任副主席。黑山人称呼他们是“俄罗斯老爷”。参议院总共由12人组成，拥有立法、执法和司法权力，是黑山现代历史上第一个国家机构。由于黑山重要部落的首领和显贵都被安排进了参议院，因此黑山社会并不强烈反对参议院。
涅戈什本人不是参议院的成员。武科提奇叔侄完全掌控了参议院。参议院的决策由军警机构“卫队”（Gvardija）负责执行。它的成员来自各个部落，所有的高级指挥官都叫上尉，是各自部落地位最尊贵的人。卫队最初由150名战士组成，后来扩张到420名，俄罗斯的资助确保成员都能按时获得薪水。中央的权威则随着采邑主教私人卫队人数的增加而增加，他们被称为“羽林军”（Perjanici），因为每个成员帽子上都装饰羽毛。

### 波德戈里察之战和早期征税的尝试

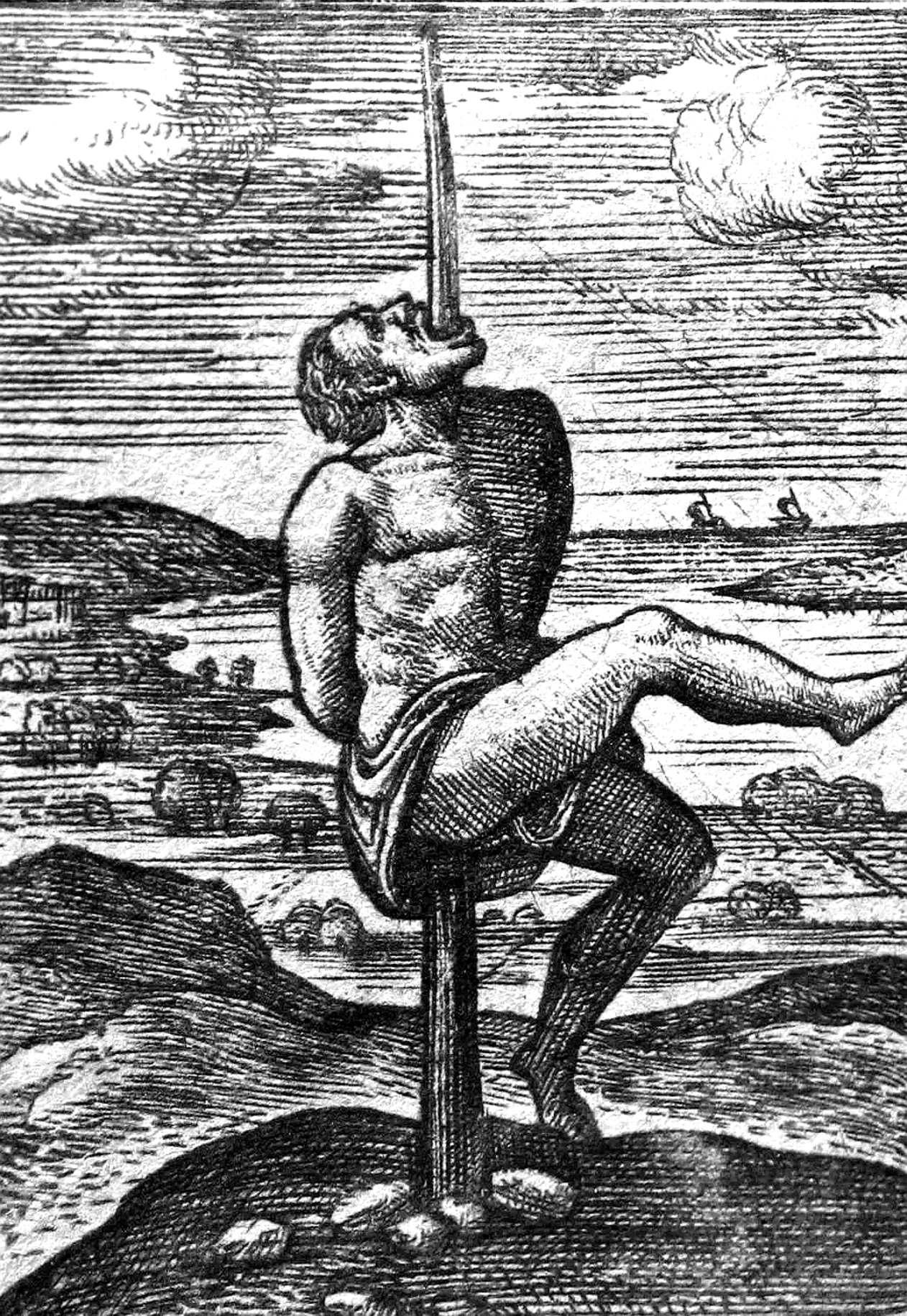
拉希德·穆罕默德帕夏将被俘的黑山人穿刺

1832年，19岁的涅戈什发动了对波德戈里察的穆斯林部落的攻击，他们当时正在帮助奥斯曼帝国镇压波斯尼亚和邻近阿尔巴尼亚地区的起义。像之前采邑主教和总督带领战士并肩作战一样，涅戈什和武科提奇一起奔赴战场。黑山人获得了阿尔巴尼亚北部部落的支持，但涅戈什仍然处于劣势，因为他们缺乏具体的策略，也没有料到土耳其人会带骑兵参战。黑山人游击战式的作战方式不适合夺取像波德戈里察一样的城市，因为它高耸的石墙无法从平地穿透。
发动这次攻击冒着破坏和俄罗斯人关系的风险，因为当时俄罗斯正和土耳其结盟。最终黑山被打败并被迫撤退。对于涅戈什而言，这次战事让他陷入长久的悔恨中。大维齐尔拉希德·穆罕默德帕夏趁机攻击了黑山的一系列城镇以报复这次攻击，他将所有被俘获的黑山人穿刺或者吊死。来自俄罗斯的政治压力挫败了涅戈什寻求复仇的勇气。
为了应对这次失败，黑山和邻近与樸特为敌的穆斯林部落结成了战术同盟。这种同盟进一步损害了和俄罗斯的关系，而当前黑山急需俄罗斯的支持。为了平息俄罗斯人对其故意损害俄罗斯利益的质疑，涅戈什和副领事培养了紧密的私人友谊，副领事告诉沙皇涅戈什一如既往的值得依靠。在给副领事的一封信中，他表示彼得一世临终前给他的教诲是“祈祷上帝，依靠俄罗斯。” 
1833年，武科提奇引入了固定税制。武科提奇、副领事和涅戈什都认识到没有税收，黑山就不可能像一个正常的中央集权国家一样运作，更不用说建立常备军或者不再依靠抢劫和俄罗斯援助为生。尽管税率非常低，各部落仍然抗拒新的法律，他们从来没能缴纳过比从俄罗斯那里获得的资助外更多的税收。很多部落首领拒绝缴税，甚至嘲讽地让涅戈什自己亲自过来征税。

### 前往圣彼得堡祝圣

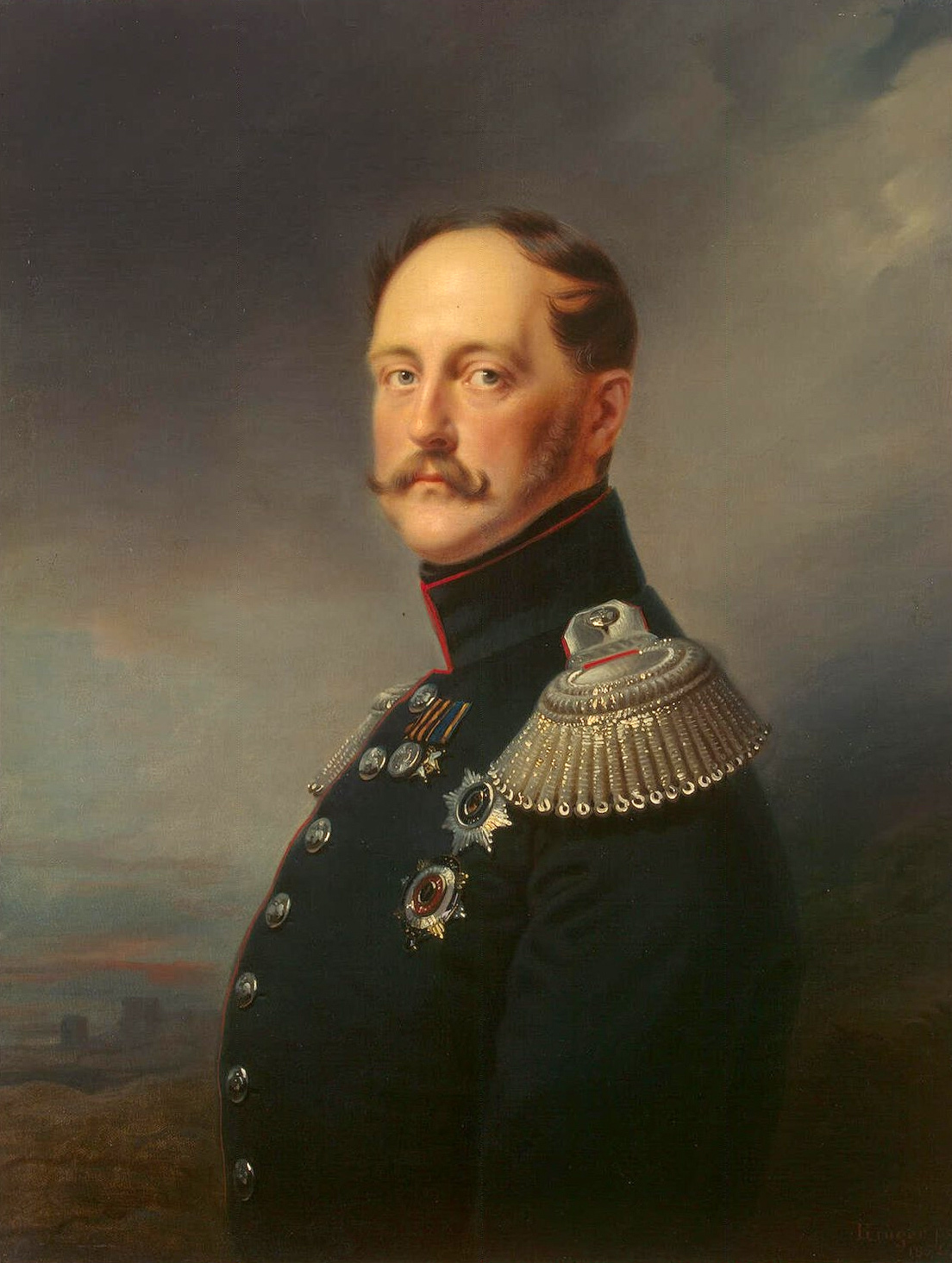
在涅戈什祝圣后，俄罗斯沙皇尼古拉一世保证黑山遭到进攻时会施以援手。

涅戈什在1833年年初离开策提涅，启程前往圣彼得堡。他希望能获准觐见俄罗斯沙皇尼古拉一世，并被主教公会祝圣成为采蒂涅的大主教。这样的举动在当时非同寻常，因为采邑主教传统上是由塞尔维亚正教会的佩奇牧首祝圣，佩奇牧首要么在佩奇牧首修道院，要么在斯雷姆斯基卡尔洛夫齐，而非圣彼得堡。根据教会法，采邑主教的年龄不能小于三十岁，而二十岁的涅戈什并不满足这个条件。因此，出于政治需要，他选择在俄罗斯的至圣主教公会祝圣，急切需要沙皇为他破例，使他在国内完全获得合法性。
在去圣彼得堡的路程中，他在几座奥地利城市停留。在维也纳，他碰到著名的塞尔维亚语言改革者卡拉季奇。卡拉季奇对涅戈什印象深刻，在一封信件中他写道：“彼得·彼得罗维奇年不足二十，但是比维也纳任何一名士兵都更高大英俊。他不仅能读写塞尔维亚语，还能创作精美的诗句。他认为世界上没有任何一种语言比我们的母语更加精致（他这么想很正确，即使这并不是真的）。” 
涅戈什在1833年3月抵达圣彼得堡并被祝圣。在典礼上，沙皇赠与涅戈什36000卢布，其中15000卢布用于旅途开销。当涅戈什发表演讲时，沙皇站在他身边，据说沙皇评论道：“你比我还大！”，而年轻的采邑主教则感激地回复道：“只有上帝比俄罗斯沙皇更大！” 沙皇向涅戈什保证俄罗斯一定会施以援手，就像黑山人是自己的子民一样。主教公会同样宣布将提供黑山进行宗教仪式活动所必须的一切法器。
涅戈什带着沙皇给予的卢布和几本神学书籍返回黑山。不久之后他在黑山建立了两所初级学校，派遣16名年轻的黑山人去塞尔维亚接受更高的教育，他们当中有7人完成教育后返回黑山。他们是黑山少有的识字的人。涅戈什同样带回了现代印刷机，这是300年来第一台印刷机。它从圣彼得堡运过来，小心翼翼地穿过群山来到采蒂涅修道院。尽管几乎所有黑山人都是文盲，但是涅戈什坚持创办期刊并出版自己和米卢提诺维奇、卡拉季奇等人的诗歌。这本期刊在1839年停止发行。印刷机则运转到1852年，最终它的铅字被熔化成为射向土耳其人的子弹。

### 彼得一世封圣、纳税者叛乱和格拉霍沃之战
当涅戈什在维也纳和俄罗斯的时候，武科提奇利用这一时机增加自己的权力。涅戈什反应迅速，将自己的兄弟佩洛任命为参议院主席，最近刚从圣彼得堡回来的堂兄弟乔治被任命为副主席。武科提奇叔侄被驱逐回俄罗斯。他们在俄罗斯散布各种谣言以损毁涅戈什的名誉。尽管武科提奇叔侄的行为损害了他的国际形象，但是此时涅戈什更加关注的是国内对他税收政策的不满意见。他认为只要将自己塑造为一个圣人，那么虔诚和过度迷信的臣民就不会反抗税收。因此，他在彼得一世去世四周年之际宣布将其封圣。既然家族里有了一个圣徒，他就可以用精神惩罚恐吓任何一个敢于挑战他权威的人。很多黑山人都对彼得一世的封圣满怀激情，他们聚集在彼得一世的陵墓前庆祝这一盛事。
尽管涅戈什目前的地位比两年前更加稳定，他仍然遇到了几项挑战。他被批评不适当地使用俄罗斯人资助的资金，同时一个部落因为税收和长期食物短缺爆发叛乱。涅戈什的堂兄弟乔治平息了叛乱，但是滥用资金这一指控仍然损害了他在俄罗斯人眼中的形象。

涅戈什的油画，约1837年。

1836年8月初，黑塞哥维那行省的维齐尔利斯凡别戈维奇·阿里帕夏攻击位于黑山北境的格拉霍沃。黑山长期声称对格拉霍沃拥有主权，格拉霍沃的基督徒拒绝向阿里帕夏纳税。阿里帕夏于是扫荡了城镇，将其化为灰烬并抓获了大量基督徒。逃亡的基督徒们请求涅戈什的帮助。受荣誉感驱使，涅戈什让弟弟乔科和侄子斯特万率军解救这些俘虏，而阿里帕夏则等待援兵到来。
黑山人最初取得了一定的成果，但随着司马义-阿迦率领的援兵赶赴战场，局势发生转变。土耳其人佯败，引诱黑山人进入包围圈并切断了他们的退路。四十多名黑山战士阵亡，包括斯特万和其他八名彼得罗维奇家族的成员。司马义-阿迦亲手杀死了乔科，并将他的头颅割下示众。涅戈什发动反击并与土耳其人在格拉霍沃陷入僵局。格拉霍沃的居民逃往奥地利却被拒绝，他们于是回到被焚毁的城镇并向苏丹效忠，请求维齐尔的原谅，并拒绝为彼得罗维奇家族阵亡的人复仇。

### 第二次前往俄罗斯
格拉霍沃失利的消息传到圣彼得堡，再加上关于涅戈什滥用资金的指控，让俄罗斯人确信他是一个好斗的破坏分子。涅戈什马上请求首领们允许他前往圣彼得堡面见沙皇解释自己的行为，现在黑山变得更加需要俄罗斯的经济和政治支持了。首领们祝福了他后涅戈什启程。途中他首先在维也纳呆了几周，等待沙皇回复是否愿意接见自己。在维也纳，他再次见到了卡拉季奇。卡拉季奇当时正在用德语撰写《黑山和黑山人》（Montenegro und die Montenegriner）。
涅戈什和卡拉季奇的会面引起了奥地利宰相梅特涅的注意。当年轻的采邑主教请求获得去法国的签证时，梅特涅对他的不信任加深，因为当时法国被认为是激进革命思想的热土。梅特涅向他保证自己会拒绝这一请求。他在给他下属的一封信中写道涅戈什“精神和身体健全”“对宗教和君主制的原则缺乏尊敬，屈从于自由主义和革命主义的理念”，并在信件最后要求对他严加看管。
1837年，沙皇最终允许涅戈什的朝见，当时饥荒正开始在黑山蔓延。涅戈什一到圣彼得堡就感到和上次的氛围不一样。他并不像上次那样被款待，好几次被俄罗斯人指责“不像僧侣”，因为他喜欢和女人待在一起。尽管如此，俄罗斯增加了对黑山的拨款并提供小麦给黑山的饥民。俄罗斯为这个贫穷的小国提供了急需的援助，但对黑山人来说可能是地缘灾难，因为奥斯曼帝国和奥地利帝国都认为黑山使得俄罗斯人趁机渗透入地中海区域。

### 现代化的努力

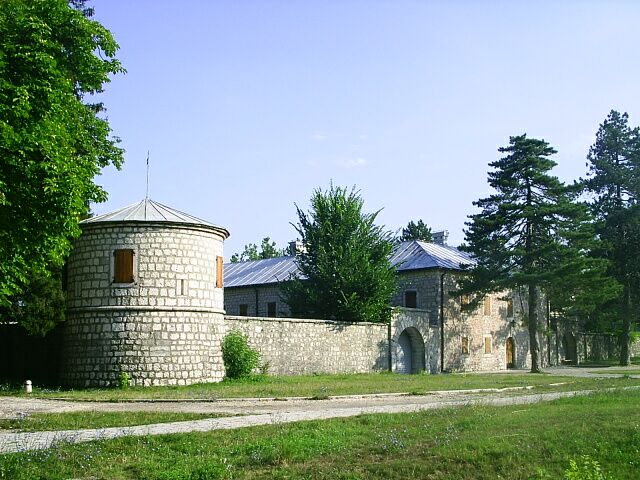
涅戈什开始修建“台球房”。

涅戈什只在圣彼得堡待了不到一个月。他被俄罗斯的一个中校雅科夫·尼古拉耶维奇·奥泽列茨科夫斯基陪同出境。奥泽列茨科夫斯基来到采蒂涅以代表沙皇亲自观察黑山的情况。涅戈什对俄罗斯的访问让他决定进一步推动现代化。卫队和羽林军的规模都显著扩大，对奥斯曼边境城镇发动袭击或者劫掠的人都被严惩。涅戈什还建立了两座火药厂，建设道路和自流井。
他提升民众对泛塞尔维亚身份的认同，劝说黑山人和塞尔维亚人团结起来，不再戴土耳其毯帽。他提倡黑山人戴黑山圆帽。帽子外部的黑带代表科索沃战役塞尔维亚人的胜利，红顶则代表此后塞尔维亚人洒下的热血。涅戈什设立了奥比利奇勇者勋章，以塞尔维亚战士米洛什·奥比利奇的名字命名；奥比利奇曾经在科索沃战役中杀死奥斯曼苏丹穆拉德一世。奥比利奇勇者勋章成为黑山最高的军事荣誉，直到1918年和塞尔维亚统一才停止颁授。
为了和他的世俗化倾向保持一致，涅戈什坚持用世俗头衔而非宗教头衔。奥泽列茨科夫斯基成为俄罗斯驻采蒂涅的公使，他写信赞扬涅戈什的努力：“议员，首领，卫队，羽林军，都等着涅戈什颔首示意；我不相信世界上还有其他国家能够将统治者的命令自下而上执行得如此精准迅速。” 
1838年，涅戈什接待了萨克森国王腓特烈·奥古斯特二世。他是一个热忱的自然主义者，来黑山主要是为了研究这个国家的多样的植物群。国王在采蒂涅修道院接受招待，涅戈什必须不停地陪伴着他。涅戈什被德国新闻报道不断将黑山形容为“原始”激怒，命令建设一座可以专供王室居住和政府办公的世俗建筑。这幢两层石质建筑位于采蒂涅修道院东北，朝向君士坦丁堡，由奥泽列茨科夫斯基设计，有25个房间，四角都有用作防御的塔形建筑。它被戏谑地称作“台球房”（biljarda），因为这幢建筑二楼中间的屋子有一个台球桌，涅戈什专门命人从亚得里亚海滨运到黑山。
“台球房”在一座未完成的瞭望塔附近。瞭望塔在1833年开始建造，本来是用来保护修道院抵挡炮火的，但当涅戈什意识到这个地方不利于建设要塞后，他下令放弃。它转而用于悬挂斩首的土耳其士兵，在此之前土耳其人的头颅被穿刺后放在修道院墙边。它被戏谑地称作“炮架”（Tablja），这座塔楼主要是为了和阿里帕夏的堡垒竞争，据称那里总是随时悬挂四个或者五个塞尔维亚人的头颅。
1844年，英国旅行者和埃及学家约翰·加德纳·威尔金森看到了“炮架”，他注意到了建筑散发的苦臭味，记得群犬会将腐烂的头颅上的肉骨撕成碎片并在大街上拖着走。威尔金森在不同的时候见到了涅戈什和阿里帕夏并试图劝说他们放弃斩首敌方囚徒。涅戈什原则上同意了，但是坚称停止对土耳其被俘士兵斩首会被视作软弱，只会引起对方的进攻。阿里帕夏以相同的姿态拒绝了这一建议，表示怀疑黑山人是否有这个好心，他声称自己很了解黑山人“不受节制的残忍”。

### 和平谈判
基督徒农民和奥斯曼地主之间的冲突在格拉霍沃之战之后仍然继续。1838年，涅戈什在胡马茨附近修建要塞以观望格拉霍沃的情况。这座要塞的建立威胁了阿里帕夏对更广泛区域的控制。在第二次前往圣彼得堡后，涅戈什面临俄罗斯方面巨大的压力，被要求达成和解。阿里帕夏同样被奥斯曼樸特要求双方和解。为了避免更大的冲突，涅戈什写信给波斯尼亚的维齐尔穆罕默德帕夏，主张格拉霍沃早在几代人以前就由黑山人定居，他们向奥斯曼帝国支付税收同时遵循黑山的习惯法，穆斯林和基督徒和平共存，直到阿里帕夏两年前开始施行暴政。涅戈什也给阿里帕夏写信，建议土耳其人和黑山人恢复格拉霍沃之前的状态，保证双方和平。10月末，涅戈什在采蒂涅会见了代表阿里帕夏和穆罕默德帕夏的两位使节，达成了和平协议。协议总共有六点：
1. 流亡的格拉霍沃居民可以不受干扰地返回故乡；
2. 雅科夫·达科维奇成为格拉霍沃世袭的公爵；
3. 当地人将会继续向土耳其人缴税，由公爵负责征收；
4. 土耳其人和黑山人都不能在格拉霍沃的土地上建立瞭望塔或者防御工事；
5. 黑山和波斯尼亚、黑塞哥维那两省之间应该保持永久和平；
6. 协议由涅戈什和穆罕默德帕夏签署。

阿里帕夏本人并不信服，因为协议第五条款表明奥斯曼帝国承认了黑山的独立，而第六条款根本没有提到阿里帕夏。事实上，阿里帕夏愤恨于穆罕默德帕夏干涉了黑塞哥维那省的事务，着手破坏这一协议。
1839年初，涅戈什派代表团去波斯尼亚商议格拉霍沃人应该向奥斯曼苏丹支付税金的具体数额。但是当代表团路过莫斯塔尔时，阿里帕夏将他们囚禁。几个格拉霍沃的战士前往莫斯塔尔，希望解救这些人，却被阿里帕夏下令穿刺。格拉霍沃代表团被土耳其人监管直到1839年5月，几个黑山人被土耳其留作人质以换取格拉霍沃人的释放。作为回应，涅戈什保留了在格拉霍沃的防御工事，确保他和穆罕默德帕夏之间的协议从未得到执行。

### 刺杀司马义-阿迦
司马义-阿迦在格拉霍沃之战中的贡献让樸特决定分封给他一片土地，这片土地的面积比黑山全境还要大。司马义·阿迦的同僚贝伊们恐惧他将威胁自己的权力。1839年，塞尔维亚君主米洛斯·欧布雷诺维奇一世写信给阿里帕夏，告诉他司马义-阿迦将串通樸特废黜他的黑塞哥维那维齐尔之位。阿里帕夏写信给涅戈什，表示自己将安排谋杀司马义-阿迦。他相信涅戈什认为司马义-阿迦才应该对发生在格拉霍沃的屠杀负责，因此会对这个为彼得罗维奇家族复仇的机会十分热心。阿里帕夏同时也认为通过让黑山人刺杀这位雄心勃勃的黑塞哥维那贝伊，他将能够撇去樸特对自己的怀疑，毕竟黑山人比他更有理由希望司马义-阿迦死去。1839年年中，涅戈什开始和司马义-阿迦通信，这些信件让他看起来原谅了司马义-阿迦，其实意在让其产生虚假的安全感。
在1836年到1840年间，司马义-阿迦和他管辖的基督徒居民之间的关系恶化。司马义-阿迦的儿子鲁斯捷姆常常酗酒并在去德罗布涅亚齐部落收集贡物时强奸妇女。德罗布涅亚齐人接近涅戈什，希望他能帮助杀死鲁斯捷姆。涅戈什认为杀死鲁斯捷姆会恶化他和司马义-阿迦的关系，让他找自己和德罗布涅亚齐人复仇。因此，他劝说德罗布涅亚齐人直接杀死司马义-阿迦，这样鲁斯捷姆失去庇护也就任人宰割了。
德罗布涅亚齐人听从了他的意见并决定谋杀司马义-阿迦。1840年9月，几个德罗布涅亚齐人拒绝支付贡物并挑衅让司马义-阿迦亲自来征收。司马义-阿迦的车队来到德罗布涅亚齐，在一个小村庄歇脚时中了埋伏。司马义-阿迦想要逃离却发现间谍将所有的马都打瘸了；他和其他五十多个土耳其人被杀死。他的头颅被斧头砍下并呈送给涅戈什。涅戈什十分满意并任命杀死司马义-阿迦的人为参议员。
司马义-阿迦之死引起了一系列攻伐。为了隐瞒他在这场谋杀中的角色，阿里帕夏假装十分愤怒并下令进攻德罗布涅亚齐。至少70名德罗布涅亚齐战士被杀，数十所房屋被焚毁，井水被下毒，妇女被蹂躏。同时，阿里帕夏为了寻求稳固自己的地位，避免樸特以任何借口干涉，主动联系涅戈什表示愿意和平谈判。
涅戈什陷入窘境。他明白如果无法为德罗布涅亚齐人复仇，他将可能失去很大部分国人的支持。但同时他也认识到，这次协议可能会增加黑山的领土并获得外交上的承认。
1841年，为了让他的国家获得合法地位，也迫于俄罗斯要求与奥地利关系正常化的压力，涅戈什和奥地利人达成协议确定边境。但奥地利人并没有认可黑山是一个主权国家，且要求黑山人完全从海滨撤出，这样黑山部落才能被允许科托尔放牧。放弃领土意味着放弃两所历史悠久的修道院，后来这两所修道院被奥地利用大量金钱购买。除了这些让步，协议提升了双边的贸易关系。
1842年，涅戈什和阿里帕夏在杜布罗夫尼克宫谈判，双方最后达成协议，并在奥地利和俄罗斯的代表面前签署。当双方的谈判团从宫殿出来的时候，阿里帕夏将装满金币的袋子抛向空中，黑山谈判团的成员——包括几名首领——手忙脚乱地争抢金币。通过此举，阿里帕夏在奥地利人和俄罗斯人面前展现了黑山人的贫穷，羞辱了涅戈什。

### 奥斯曼帕夏入侵黑山南部

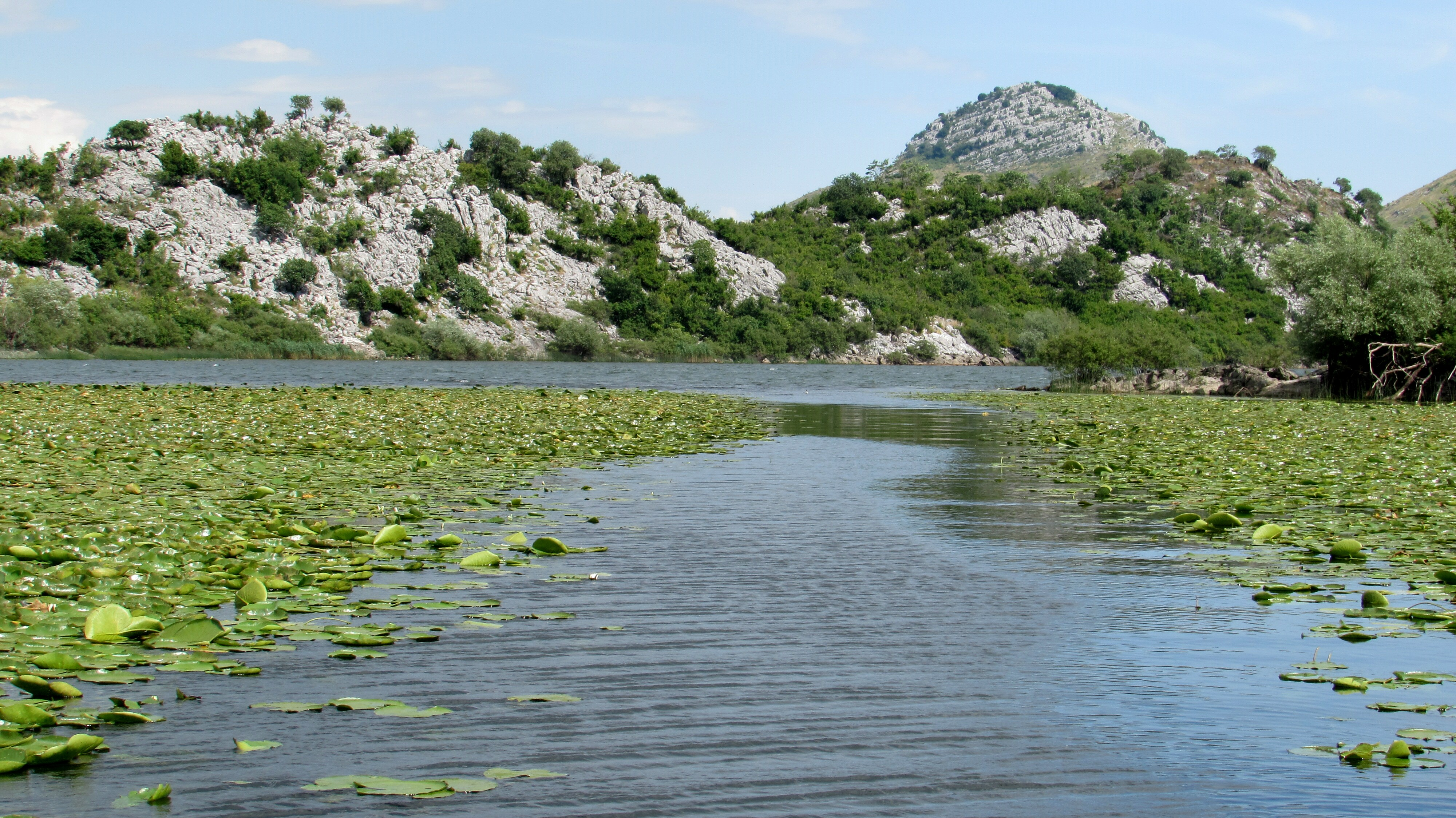
黑山失去的维朗济纳岛（Vranjina）。

斯库台维齐尔奥斯曼帕夏是出色的政治和军事领袖。尽管他是塞尔维亚人，但他十分憎恨黑山，尤其是涅戈什。作为司马义-阿迦的女婿，他认为黑山要为其死负责，同时他也希望踩着父亲苏莱曼帕夏的足迹平息塞尔维亚人的叛乱。1843年，奥斯曼帕夏入侵黑山南部，他的军队很快夺取了具有重要战略意义的几座岛屿，断绝黑山人和波德戈里察和斯库台的贸易的可能。
樸特认为有机会迫使黑山和自己合作，提出愿意承认涅戈什是黑山的世俗统治者，只要他承认樸特对黑山的主权。涅戈什拒绝并试图重新夺回岛屿，但都归于失败。涅戈什请求国外支援，尤其是俄罗斯和法国。出乎涅戈什意料的是，俄罗斯人对于卷入这场争吵不感兴趣。法国人尽管有兴趣却失败了。英国和土耳其人站在一起。当涅戈什尝试建造船只时，奥地利人则故意阻止并拒绝提供反攻所需的军需品。

### 奥斯曼帕夏
1846年年末，严重的干旱席卷了黑山，随后黑山在1847年遭受了灾难性的饥荒。奥斯曼帕夏利用黑山的不幸，表示愿意提供给黑山的几个部落首领大量小麦，只要他们愿意反对彼得罗维奇家族。1846年年末，涅戈什在维也纳出版他的民族史诗《山地花环》，因此没有防备。幸运的是，叛乱的部落首领没有得到广泛的支持，进入黑山的土耳其人被驱逐出境。
由于无法军事上击败土耳其人，涅戈什主要致力于清除那些反对他的人。他诱使叛逃的部落首领回到采蒂涅，表示自己将宽恕他们，但是却派亲信将他们拘禁、处决，他们的尸体被放在公众面前展览以警示众人。没有回来的叛逃的部落首领则在奥斯曼帝国境内被黑山刺客刺杀。刺客被绞死，涅戈什则授予刺客奥布利奇勋章。
他还派刺客去刺杀奥斯曼帕夏，但是并没成功。奥斯曼帕夏也派了几批刺客去刺杀涅戈什，涅戈什也幸存了下来。到1848年，黑山南部边境已经逐渐稳定。

### 南斯拉夫民族主义兴起
到1840年代中期，统一所有南斯拉夫人、建立共同的国家的理念已经在塞尔维亚人、克罗地亚人和波斯尼亚穆斯林中间获得了支持。涅戈什在奥地利和意大利的游历则让他接触他许多观念，这些观念最终倾注到伊利里亞運動中。伊利里亚主义者认为所有的南斯拉夫人拥有共同的文化和语言特征，因此是同一个民族。涅戈什和南斯拉夫民族主义领导者的通讯让奥地利人十分头疼，他们希望能够避免奥地利帝国境内的南斯拉夫人起义。因此，在1848年革命期间，维也纳加强了对采邑主教的监控并拦截了他的通信。涅戈什支持泛斯拉夫主义者约瑟普抵制将匈牙利语设为克罗地亚官方语言的运动。但涅戈什随后发现约瑟普是和哈布斯堡王室站在一起对付匈牙利人，对其大为失望，因为他认为这种联盟对于南斯拉夫人的联合弊大于利。
年末，涅戈什开始和塞尔维亚大公亚历山大通信，亚历山大试图为塞尔维亚获得出海口，恢复中世纪的塞尔维亚帝国。黑山的地理位置对于塞尔维亚来说十分重要，因为它在亚得里亚海滨。1848年4月，涅戈什在采蒂涅秘密招待了塞尔维亚的使节，两人商讨了在波斯尼亚、黑塞哥维那和“老塞尔维亚”（科索沃和马其顿）推动起义的计划，希望利用横扫欧洲的革命热情。塞尔维亚人更关注破坏奥斯曼帝国在科索沃和马其顿的统治，而涅戈什则关心邻近黑塞哥维那地区的境况。尽管有这些不同，涅戈什和亚历山大大公同意如果一个统一的塞尔维亚国家出现，亚历山大将担任世袭的世俗首脑而涅戈什则成为统一的塞尔维亚正教会的牧首。

### 晚年和去世

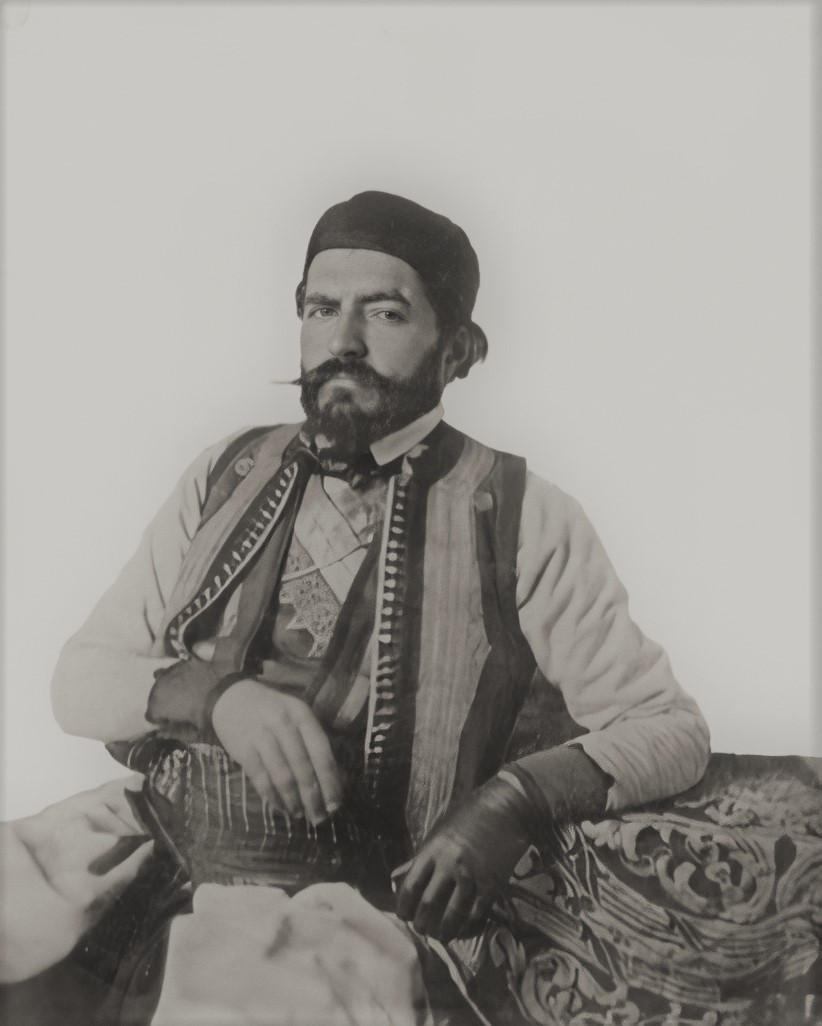
涅戈什留存至今的唯一一张照片，在他死前几个月拍摄。

1849年，涅戈什开始出现不断咳嗽的症状，来自科托尔的医生发现他患了肺结核。到1850年年初，这种症状开始危害生命。他痛苦地发现黑山甚至没有一个经过合格训练的医生，于是来到科托尔并撰写遗嘱，意在避免像他即位时那样的权力斗争出现。他将遗嘱邮递给杜布罗夫尼克的加季奇，告诉他如果自己恢复健康就不必打开遗嘱而是原样返还。涅戈什然后前往威尼斯和帕多瓦，他主要在两地休养，似乎成功抑制了疾病。
不久以后咳嗽的症状重现，他离开帕多瓦返回黑山，希望黑山新鲜的空气有助于减轻症状。1850年夏季他主要进行休养和写诗。他的身体状况让他无法躺下，他必须不断保持笔直的姿势，即使睡觉也是如此。1850年11月，咳嗽的症状减轻了，涅戈什再次前往意大利。他在1851年1月抵达意大利，然后在威尼斯、米兰、罗马等地游历。他和内纳多维奇参观了庞贝遗址，此后两人结伴而行，讨论哲学和当代政治。这段经历被内纳多维奇记录在涅戈什死后出版的《来自意大利的信笺》（Letters from Italy)中。
在意大利的时候，他因奥马尔帕夏试图进攻黑山的计划而烦恼。他打算再次拜访圣彼得堡求取俄罗斯的支持，但是沙皇拒绝了会面。涅戈什在夏天返回黑山。途中他咨询了维也纳的医生的意见。在维也纳的时候他遇到了塞尔维亚摄影师乔瓦诺维奇，他劝说涅戈什拍摄了他存世唯一一张照片。乔瓦诺维奇还拍摄了涅戈什私人卫队和两名部落首领的照片。
1851年8月，涅戈什回到采蒂涅，他的健康状况迅速恶化，并在10月31日去世，距他三十八岁生日仅仅两周。见证人称他的最后一句话是：“爱黑山，让穷人得到公正。” 
涅戈什遗命侄子达尼洛·彼得罗维奇作为继承者。达尼洛之前被送到俄罗斯接受基础的教育，当时并不在黑山。当涅戈什去世后，堂兄乔治没有遵从遗嘱而是在参议院宣布涅戈什的弟弟佩洛成为新一任采邑主教。达尼洛于1852年从俄罗斯返回，并带着一封俄罗斯沙皇授权的信件宣布达尼洛继承权力。在接下来的权力斗争中，乔治和佩洛失去了多数部落首领的支持，他们及其家族被驱逐出境。佩洛逃到科托尔，当时妻子正好生下了一个男孩，为了纪念自己的兄长涅戈什，他将孩子取名为拉德，但他只活了两个月。1854年佩洛去世，涅戈什父母所有男性后代灭绝。涅戈什的母亲在1858年去世，涅戈什的父亲则活到了近百岁。

## 埋葬

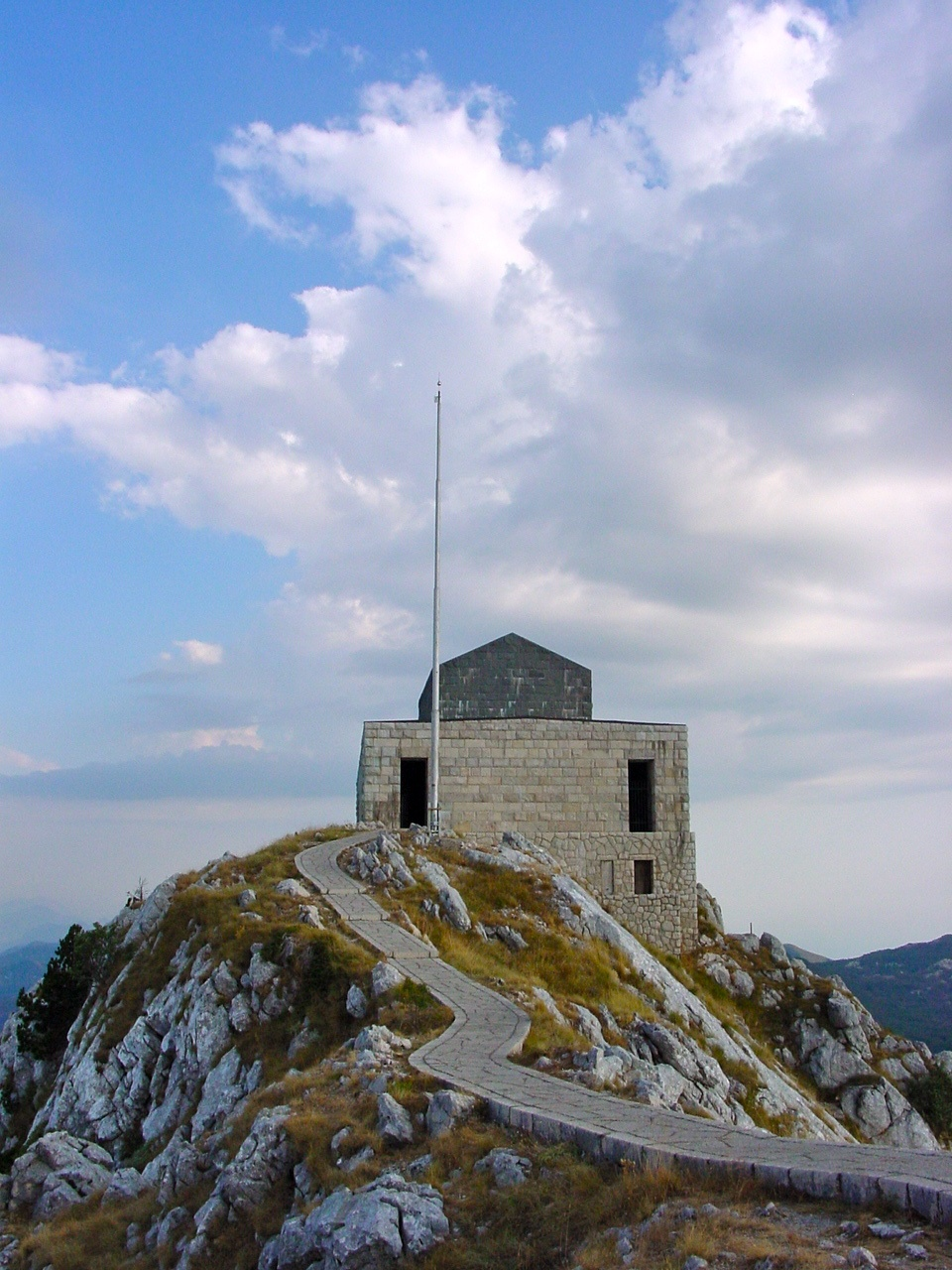
涅戈什陵墓，1974年开放。

在死前，涅戈什希望能够葬在洛夫琴山山顶的一座纪念他前任的小教堂里。他亲自设计了小教堂并在1845年见证了小教堂的建成。1851年10月，他被埋葬在采蒂涅修道院，他的遗骨在1855年被移葬洛夫琴山的小教堂。
1916年，在第一次世界大战中黑山被奥匈帝国占领，哈布斯堡王朝的占领者决定为皇帝弗朗茨·约瑟夫在洛夫琴山树立纪念碑，因此奥匈帝国当局命人将遗骨送回策提涅。黑山人别无选择，只好遵命。
战争结束时，涅戈什的小教堂被严重破坏，地方政府和南斯拉夫政府针对涅戈什应该埋在哪里、什么时候埋和花多大代价埋进行了多年商讨。黑山官员希望能够恢复原来的小教堂，而贝尔格莱德的政府则打算修建陵墓并公开竞标，所有建筑方案都与原先小教堂的拜占庭风格迥异。由于缺少资金，修建陵墓的计划被放弃，原先的教堂则被重建。
第二次世界大战末期，南斯拉夫由共产主义者统治。1952年，南斯拉夫的共产主义当局决定用世俗的陵墓取代教堂。有人认为此举是“去塞尔维亚化”，消除任何拜占庭风格的设计。1960年末期，小教堂被摧毁，1971年陵墓修建完成。1974年涅戈什的遗骨被送回洛夫琴山，葬入陵墓。

## 文学作品

### 所受影响和风格

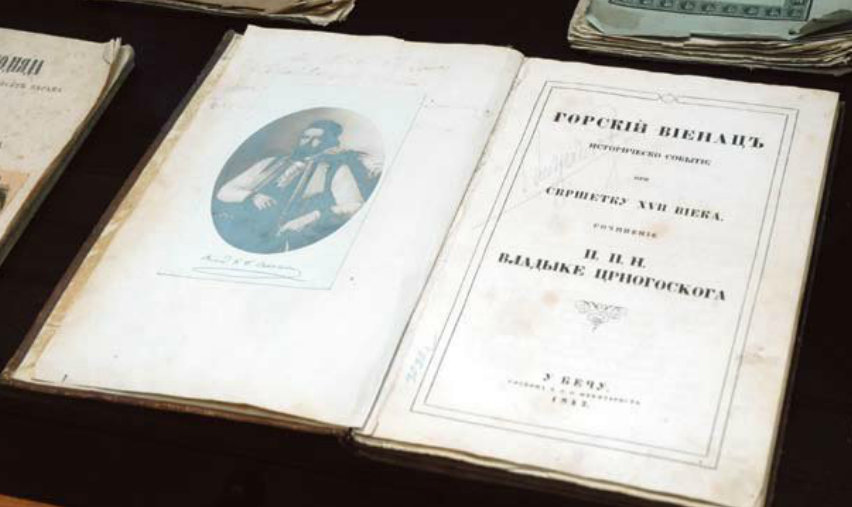
《山地花环》第一版。

尽管统治了黑山二十多年，涅戈什最出名的是他的文学作品。他的作品取材于塞尔维亚民间传说、抒情诗歌和圣经故事。他从17岁开始写诗。历史学家认为他的顾问和秘书米卢提诺维奇对他的影响最为深刻，尽管米卢提诺维奇本人并不是一个伟大的诗人和剧作家，但黑山没有人比他见识过更宽广的世界。
涅戈什的秘书后来由迪米特里耶·米拉科维奇担任，他通晓数种语言，在维也纳学过哲学，跟随武科提奇叔侄于1832年来到黑山。米拉科维奇使用印刷机出版编辑涅戈什的作品。语言学家卡拉季奇则通过他对塞尔维亚语言的改革影响了涅戈什，并用自己的名声让大众了解涅戈什的作品。他将涅戈什介绍进自己的交际圈，让他结识了更多塞尔维亚诗人。涅戈什同样还受到许多国外的诗人影响。

### 评价

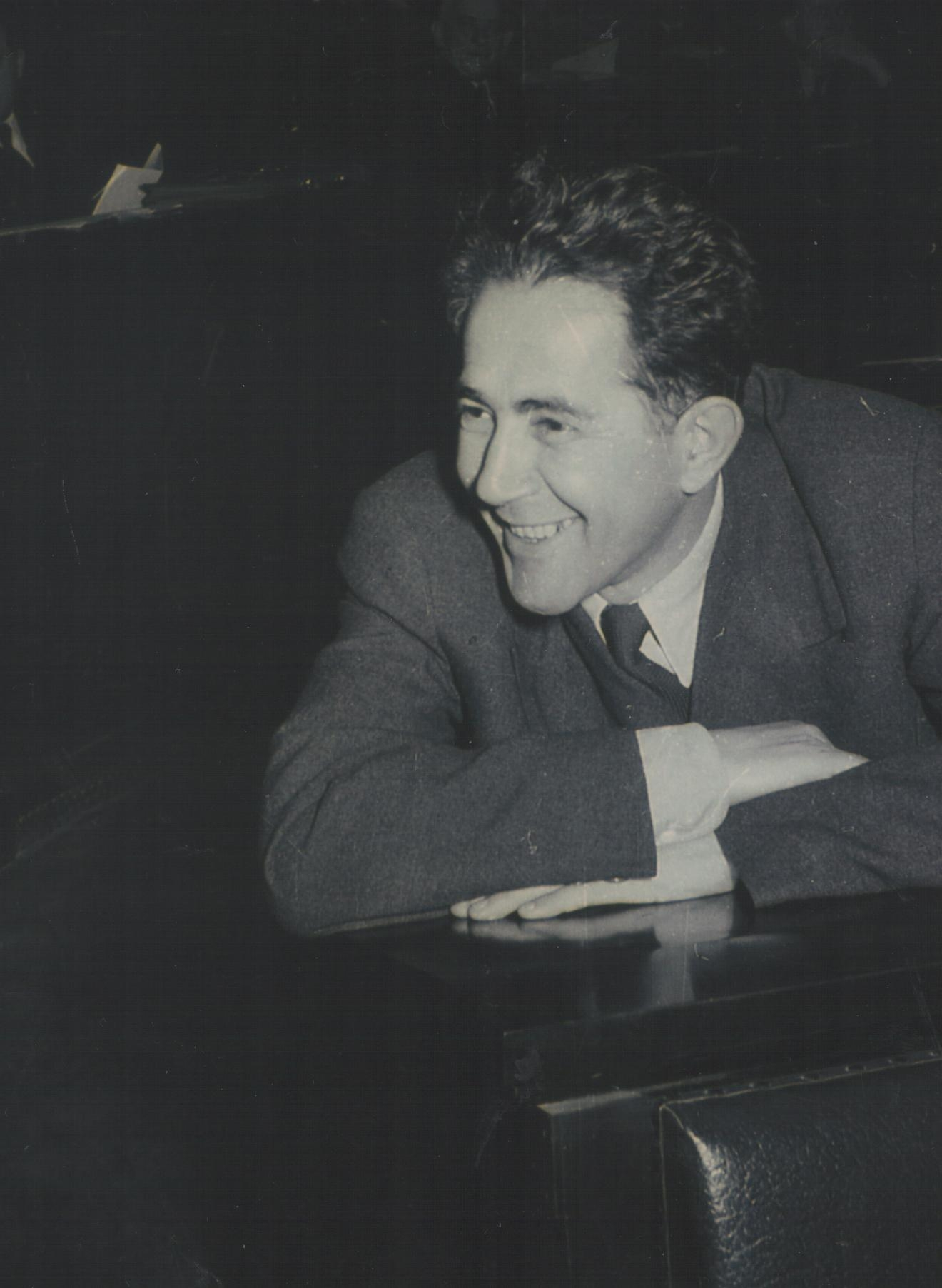
米洛万·吉拉斯的传记是关于涅戈什生平最详细的著作。

所有对他生平的描述都来自于当时的外国人（官员、学者和旅行者）。最早从学术上分析涅戈什作品的著作出版于1890年。1918年，一个统一的南斯拉夫国家建立之后，学者们开始重新从南斯拉夫的角度分析他的作品，尽管他的一些作品有着反对穆斯林的倾向，可能破坏南斯拉夫的团结，因为新国家有十分之一的人是穆斯林。在两次世界大战期间，未来的诺贝尔文学奖获得者伊沃·安德里奇撰写了大量有关他和他的作品的文章。
1950年晚期，一名前政治家和先驱马克思主义理论家米洛万·吉拉斯撰写了一份对涅戈什生平和作品的详细研究，当时他正因反对南斯拉夫共产党的领导人而被关押在狱中。草稿被偷运出狱并在六十年代带到西方，经翻译后以《涅戈什：诗人，君王，主教》之名于1966年出版。这本书如今仍然是关于涅戈什的唯一一本英文传记。
涅戈什的作品自他死后起就开始收到学者和批评家不同程度的重视。《山地花环》被认为是他最完美的作品，这也是他最著名的作品，从1847年至1996年被重印了一百二十多次，被翻译成十多种语言。中国曾于1982年根据英译本转译此书。“山地花环”的意思是“山地的光荣”，也就是黑山人的光荣——黑山人在保卫自由、反抗土耳其的斗争中获得的光荣。这部史诗以18世纪早期为背景，主要围绕涅戈什的祖先采邑主教达尼洛思考该怎么应对改宗伊斯兰教的黑山人展开。达尼洛明白每个黑山人对自己的家庭和家族有责任，杀死一个黑山人意味着引起血亲复仇，但他也认为每个人都对自己的信仰和民族有责任，这两种责任感完全不可调和。黑山的基督徒让他们的穆斯林亲属要么回归基督教，要么被杀死。在圣诞节那天，拒绝遵从的人被杀死，村庄被焚毁。达尼洛最终领导人民清除了穆斯林，赶走了土耳其统治者，维护了民族独立。
因为这一主题，《山地花环》在南斯拉夫战争期间饱受争议，人们开始从冲突中的暴行的角度来重新检验文本。有人甚至称其为种族清洗的颂歌，称这部作品解释了为什么民族解放的概念总是演变成杀死邻居、焚毁村庄。有些学者甚至主张这部史诗基于17世纪晚期实际上发生过的一次大屠杀。吉拉斯认为黑山历史上从来没有记载过这样一次屠杀，因此要么圣诞节大屠杀是纯粹虚构，要么黑山穆斯林的消失是相当长的历史时期内逐步发生的事。

## 后世影响
涅戈什被认为是一个雄心勃勃、颇具才干的统治者，在他生前和死后都饱受尊敬。他因奠定了现代黑山国家的基础以及是同时代最受欢迎的南斯拉夫诗人而被铭记。他死后，涅戈什仍旧是塞尔维亚政治和文学之父。19世纪晚期和20世纪早期，不同的政治派系都从他的作品中受到启发。
几十年后，《山地花环》成为黑山的民族史诗，它确认了塞尔维亚和基督教世界的联系并赞扬了战士的军事能力。对于塞尔维亚人而言，这部史诗十分重要，让他们想起了自己和黑山人一起抵抗奥斯曼土耳其人的历史。像许多同时代的人一样，加夫里洛·普林齐普对《山地花环》牢记于心。
涅戈什的影响可以同莎士比亚对英语世界的影响相比。他所使用的的语言尽管已经陈旧，但是依旧为当今的塞尔维亚人提供了耳熟能详的名言警句。他的作品是黑山人和塞尔维亚人基本的课文。在黑山他的作品都需要背熟于心。涅戈什的画像随处可见。20世纪初南斯拉夫建立后，他两度被宣布是南斯拉夫的民族诗人——一次是王室政府，一次是共产党政府。
1947年，在纪念《山地花环》出版100周年时，政府强调其黑山诗人的身份而非塞尔维亚人身份。这是为了呼应南斯拉夫社会主义联邦共和国强调的兄弟情與統一口号，提高黑山的民族意识，以表示对前南斯拉夫王国大塞尔维亚主义的反对。在波斯尼亚和黑塞哥维那，涅戈什的作品则被移出课文，避免引起民族紧张。

### 引用
1. ↑  Djilas 1966，第6頁.
2. ↑  Djilas 1966，第7–9頁.
3. ↑  Zlatar 2007，第451頁.
4. ↑  Djilas 1966，第27–34頁.
5. 1 2  Zlatar 2007，第452頁.
6. 1 2  Slapšak 2004，第112頁.
7. 1 2 3  Roberts 2007，第189頁.
8. 1 2  Roberts 2007，第192頁.
9. 1 2 3  Judah 2000，第63頁.
10. 1 2  Banac 1992，第271–72頁.
11. 1 2  Judah 2000，第76頁.
12. 1 2  Roberts 2007，第190頁.
13. ↑  Jelavich 1983，第248頁.
14. ↑  Djilas 1966，第32–3頁.
15. ↑  Djilas 1966，第80頁.
16. ↑  Zlatar 2007，第456頁.
17. ↑  Djilas 1966，第81–3頁.
18. 1 2  Zlatar 2007，第453頁.
19. ↑  Roberts 2007，第193頁.
20. ↑  Zlatar 2007，第455頁.
21. ↑  Djilas 1966，第7頁.
22. ↑  参见：
  - Djilas 1966，第59–63頁;
  - Jelavich 1983，第249頁;
  - Zlatar 2007，第455–56頁.
23. 1 2  Zlatar 2007，第456–57頁.
24. ↑  Djilas 1966，第82頁.
25. 1 2  Jelavich 1983，第249頁.
26. ↑  Djilas 1966，第82–6頁.
27. ↑  参见：
  - Djilas 1966，第87–9; 108頁;
  - Roberts 2007，第195頁;
  - Zlatar 2007，第465頁;
  - Jelavich 1983，第249–50頁.
28. ↑  参见：
  - Djilas 1966，第87–91頁;
  - Zlatar 2007，第465頁;
  - Roberts 2007，第195頁;
  - Pavlović 2008，第36頁;
  - Jelavich 1983，第250頁.
29. ↑  参见：
  - Djilas 1966，第95–7頁;
  - Roberts 2007，第196頁.
30. ↑  参见：
  - Djilas 1966，第108–09頁;
  - Roberts 2007，第197頁.
31. ↑  参见：
  - Djilas 1966，第85頁;
  - Zlatar 2007，第465頁.
32. ↑  Roberts 2007，第197頁.
33. 1 2  Jelavich 1983，第250頁.
34. 1 2 3  Pavlović 2008，第37頁.
35. ↑  Djilas 1966，第110–14頁.
36. ↑  Roberts 2007，第198頁.
37. ↑  Djilas 1966，第114–17頁.
38. ↑  Pavlović 2008，第36–7頁.
39. ↑  Djilas 1966，第132–33頁.
40. ↑  参见：
  - Jelavich 1983，第250頁;
  - Roberts 2007，第199頁.
41. ↑  Djilas 1966，第139–41頁.
42. ↑  Djilas 1966，第141–43頁.
43. ↑  Djilas 1966，第144–5頁.
44. ↑  Djilas 1966，第152頁.
45. ↑  Djilas 1966，第151–2頁.
46. 1 2  Roberts 2007，第202頁.
47. ↑  Djilas 1966，第158–59頁.
48. ↑  Djilas 1966，第154頁.
49. ↑  Djilas 1966，第154–57頁.
50. ↑  Djilas 1966，第245頁.
51. ↑  Roberts 2007，第204頁.
52. ↑  Djilas 1966，第171–89頁.
53. ↑  Djilas 1966，第171–74頁.
54. 1 2  Djilas 1966，第176–83頁.
55. 1 2  Djilas 1966，第184–87頁.
56. ↑  Djilas 1966，第165–66頁.
57. ↑  Djilas 1966，第203–21頁.
58. ↑  Djilas 1966，第227頁.
59. ↑  Roberts 2009，第209頁.
60. ↑  参见：
  - Djilas 1966，第402–13頁;
  - Roberts 2007，第210–13頁.
61. ↑  Djilas 1966，第411–43頁.
62. ↑  Djilas 1966，第442–63頁.
63. ↑  Djilas 1966，第463–65頁.
64. ↑  Wachtel 2004，第143–44頁.
65. ↑  Djilas 1966，第464頁.
66. ↑  Djilas 1966，第87–9頁.
67. ↑  Slapšak 2004，第111–13頁.
68. ↑  Slapšak 2004，第110頁.
69. 1 2  Roberts 2007，第188頁.
70. ↑  Lampe 2004，第135頁.
71. ↑  Roberts 2007，第134頁.
72. ↑  Djokić & 19 October 2011，第2頁.
73. ↑  Zlatar 2007，第473頁.
74. ↑  Zlatar 2007，第845–49頁.
75. ↑  Roberts 2007，第187頁.
76. ↑  白一堃 1982，第7頁.
77. ↑  Judah 2000，第65頁.
78. ↑  Judah 2000，第77頁.
79. ↑  Djilas 1966，第313頁.
80. ↑  Roberts 2007，第214頁.
81. ↑  Balić 2006，第413頁.
82. ↑  Cox 2002，第60頁.
83. ↑  Judah 2000，第64頁.
84. ↑  Alexander 2006，第421頁.
85. ↑  Wachtel 2004，第133頁.